# Валтери Ботас
Валтери Ботас (на фински: Valtteri Bottas) е финландски автомобилен състезател, пилот от Формула 1. Ботас е роден на 28 август 1989 г. в Настола (днес част от Лахти), Финландия. 

## Кариера
Ботас започва да се състезава с картове когато е шест годишен. В следващите седем години е част от националния отбор на Финландия по картинг. От 2007 г. се състезава в „Европейската купа на Формула Рено“ (Formula Renault Eurocup), която печели през 2008 г., а през 2008 г. участва и в „Северноевропейската купа на Формула Рено“ (Formula Renault Northern European Cup), печелейки 17 от 28 старта, в които участва. През 2009 и 2010 г. печели „Мастърс на Формула 3“ (Masters of Formula 3) в Зандворт (Zandvoort). През 2010 г. печели две победи във Ф3 (F3) с отбора на ART. През следващата година печели титлата в Сериите GP3 от първи опит един кръг преди края на сезона.
От 2010 година е тест пилот на отбора от Формула 1 Уилямс, а през 2012 г. е официалният резервен пилот на отбора. По време на сезон 2012 участва в 15 тренировъчни сесии. От 2013 г. е един от двамата пилоти на отбора. В дебютния си сезон във Формула 1 Ботас печели 4 точки и завършва на 17-о място от 23-ма пилоти. По този начин завършва на едно място пред съотборника си Пастор Малдонадо, който завършва с 1 точка. 
От началото на 2017 г. до 2021 г. се състезава за отбора на „Мерцедес“ във Формула 1 на мястото на Нико Розберг, след което през  2022 г. преминава в отбора на „Алфа Ромео“.